# 달성 도동서원
달성 도동서원(達城 道東書院)은 한훤당 김굉필의 학덕을 기리기 위해 현재의 대한민국 대구광역시 달성군 구지면 도동리에 건립한 서원이다. 2007년 10월 10일 사적 제488호로 지정되고, 2019년 7월 10일 유네스코 세계문화유산에 등재되었다.

## 개요
달성 도동서원은 조선 오현의 한 사람인 한훤당 김굉필의 학문과 덕행을 추모하기 위하여 1568년(선조 1) 지방 유림들의 공의로 현풍현 비슬산 기슭에 세우고 쌍계서원이라 했다.
임진왜란 때 소실되었으나, 그 후 1605년(선조 38) 지금의 자리로 이건하여 사우를 중건하고 당시의 동명이 보로동 이었으므로 보로동서원이라 불렀다. 그 후 2년 뒤인 1607년 사액서원으로 승격되면서 공자의 도가 동래하였다는 의미로 도동서원이라고 하였다. 이때 동(洞) 이름도 도동리로 개칭되었다. 1678년(숙종 4) 정구(鄭逑)를 추가 배향하였다.

## 중정당ㆍ사당ㆍ담장
- 보물 제350호

## 유네스코 세계유산
문화재청은 2018년 1월 이곳 달성 도동서원을 비롯한 한국의 대표서원 9곳을 「한국의 서원」으로 지정하여 유네스코 세계유산에 등재 신청하여, 2019년 7월 10일 유네스코 세계문화유산으로 등재되었다.

## 같이 보기
- 서원
- 김굉필

## 참고 자료
- 사적 제488호 도동서원 - 국가유산청 국가유산포털
- 도동서원(道東書院) - 한국서원연합회